# Segundo Frente (municipio)
Segundo Frente es uno de los municipios que conforman la provincia de Santiago de Cuba, en Cuba. 
Posee una extensión territorial de 535,96 km² y una población estimada al 2017 de 40 081 habitantes, lo que representa una densidad de 74,78 hab/km². El municipio se encuentra a una altitud media de 180 m s. n. m..
Limita al norte con los municipios de Mayarí y Sagua de Tánamo, en la provincia de Holguín, al este con El Salvador perteneciente a la provincia de Guantánamo, al sur con Songo-La Maya y al oeste con San Luis, estos últimos municipios de la provincia de Santiago de Cuba. 

El municipio fue creado luego de la organización territorial de 1976. Su cabecera es la localidad de Mayarí Arriba. Su nombre hace referencia al Segundo Frente Oriental «Frank País», un frente de combate creado en el marco de la revolución cubana.
Cuenta con instituciones educativas destinadas a todos los niveles estudiantiles, desde la primera infancia hasta escuelas técnicas, profesionales y un centro universitario municipal; servicios de salud de media y alta complejidad; espacios culturales y de recreación. Dispone de espacios destinados a la práctica de varias disciplinas deportivas como béisbol, baloncesto, boxeo, voleibol, atletismo, y tenis, entre otros.
La principal actividad económica del municipio es la agropecuaria, principalmente la producción de café, hortalizas, cítricos y otros frutales.